# Antoni Gawroch
Antoni Józef Gawroch (ur. 19 stycznia 1948 w Czarnkowie, zm. 8 listopada 2019 tamże) – polski działacz samorządowy i związkowy, aktywista opozycji demokratycznej w PRL.

## Życiorys
Syn Józefa i Marii Magdaleny. W 1966 ukończył zasadniczą szkołę zawodową w Szamotułach jako ślusarz. Krótko pracował w Stoczni Rzecznej w Czarnkowie, następnie od 1969 do 1992 zatrudniony jako ślusarz-brygadzista w tamtejszej Fabryce Sprzętu Okrętowego Meblomor. Od września 1980 działał w Komitecie Zakładowym NSZZ „Solidarność”. Od 13 grudnia 1981 do 6 marca 1982 internowany w ośrodkach odosobnienia we Wronkach i Gębarzewie. W kolejnych latach działał w podziemnej „Solidarności”, był organizatorem składek i akcji ulotkowych, a także kolporterem prasy i książek drugiego obiegu. W ramach represji wielokrotnie poddawano go rewizjom.
Od 1989 działał w Komitecie Obywatelskim „Solidarności”, w kadencji 1990–1994 był radnym miasta Czarnkowa. Później związany z Akcją Wyborczą Solidarność. Dwukrotnie w wyborach parlamentarnych kandydował do Sejmu, startując z 1. miejsca pilskiej listy okręgowej: w 1993 z ramienia Komitetu Wyborczego NSZZ „Solidarność”, a w 1997 z ramienia Akcji Wyborczej Solidarność. W 1998 z listy AWS otrzymał mandat radnego sejmiku wielkopolskiego. W 2002 nie ubiegał się o reelekcję.
Wieloletni działacz regionalnych struktur NSZZ „Solidarność”, od 1992 do 2006 kierował Zarządem Regionalnym w Pile. Następnie po konsolidacji struktur od 2006 do 2014 delegat na Wojewódzki Zjazd Delegatów dla województwa wielkopolskiego, a także wiceprezes wojewódzki i członek Komisji Krajowej.
13 listopada 2019 pochowano go na cmentarzu parafialnym w Czarnkowie.

## Odznaczenia
W 2005 odznaczony Medalem XXV-lecia NSZZ „Solidarności”, a w 2018 Medalem 100-lecia Odzyskania Niepodległości.